# (6050) Miwablock
(6050) Miwablock (1992 AE) – planetoida z grupy Amora okrążająca Słońce w ciągu 3,27 lat w średniej odległości 2,2 j.a. Odkryta 10 stycznia 1992 roku.